# Unfinished Music No.1: Two Virgins
Unifished Music Number 1 - Two Virgins é o polêmico álbum de John Lennon e Yoko Ono, lançado em maio de 1968, e que apresenta na capa e na contra-capa os dois artistas nus, de frente e de costas.
Na época do lançamento, a EMI recusou-se a lançar o disco, que foi editado e lançado por duas gravadoras independentes nos Estados Unidos e Inglaterra. O álbum marca o início da parceria entre Lennon e Ono, e também o início do afastamento de Lennon de sua banda, os Beatles. O disco na verdade não é composto de canções, e sim de experimentos musicais, gravados no estúdio particular da casa de John, em Londres. Hoje em dia, o disco é considerado uma peça de colecionador, pois em muitos países (inclusive no Brasil) ele continua inédito.

## Faixas
Todas as músicas por John Lennon e Yoko Ono, exceto onde indicado.
Lado A
1. "Two Virgins Side One": – 14:14
  - "Two Virgins No. 1"
  - "Together" (George Buddy DeSylva, Lew Brown, Ray Henderson)
  - "Two Virgins No. 2"
  - "Two Virgins No. 3"
  - "Two Virgins No. 4"
  - "Two Virgins No. 5"

Lado B
1. "Two Virgins Side Two": – 15:13
  - "Two Virgins No. 6"
  - "Hushabye Hushabye" (compositor desconhecido)
  - "Two Virgins No. 7"
  - "Two Virgins No. 8"
  - "Two Virgins No. 9"
  - "Two Virgins No. 10"

Faixa bônus
1. "Remember Love" (Ono) – 4:05